# Aureo José António Sávio
Aureo José António Sávio ist ein osttimoresischer Beamter. Derzeit ist er Generaldirektor des Provedoria dos Direitos Humanos e Justiça (PDHJ, deutsch Ombudsrat für Menschenrechte und Recht).

## Werdegang
2016 wurde Sávio zum Generaldirektor des PDHJ ernannt. Der PDHJ ist die nationale Menschenrechtsinstitution des Landes und ist in der Verfassung als unabhängige Organisation verankert. Der Generaldirektor kümmert sich um die organisatorischen Aufgaben und ist nur den Ombudsmännern unterstellt.
Zuvor war Sávio ab 2009 der Direktor für Verwaltung und Finanzen des PDHJ und zuständig für Finanzmittel, Mitarbeiterressourcen, Logistik und das Beschaffungswesen.